# Tupolew Tu-114
Die Tupolew Tu-114 Rossija (russisch Туполев Ту-114 Россия, NATO-Codename: Cleat) war das leistungsstärkste und schnellste Turboprop-Verkehrsflugzeug der Welt. Sie wurde aus dem strategischen Bomber Tupolew Tu-95 entwickelt, der über eine große Zuladung, Reichweite und Geschwindigkeit verfügt. Eine der Aufgabenstellungen war, in kürzester Zeit ein überlegenes Flugzeug zu bauen, um die Überlegenheit des sozialistischen Systems zu demonstrieren. Im Konstruktionsbüro Tupolew lagen bereits Erfahrungen mit der Konstruktion einer Zivilmaschine (Tu-104) auf der Basis einer Militärmaschine (Tu-16) vor.

## Konstruktion
Eines der zu lösenden Probleme bestand in der zu jener Zeit fehlenden Erfahrung mit großen Druckkabinen. Der als Basis dienende Bomber Tu-95 besaß nur eine druckbelüftete Besatzungskabine. Auf der Grundlage der bestehenden Tu-95 konzentrierte sich die Entwicklungsarbeit daher besonders auf die Druckkabine und die Klimaanlage des Flugzeugs. Den Hauptunterschied zwischen der Tu-95 und der Tu-114 bildet der Flugzeugrumpf.

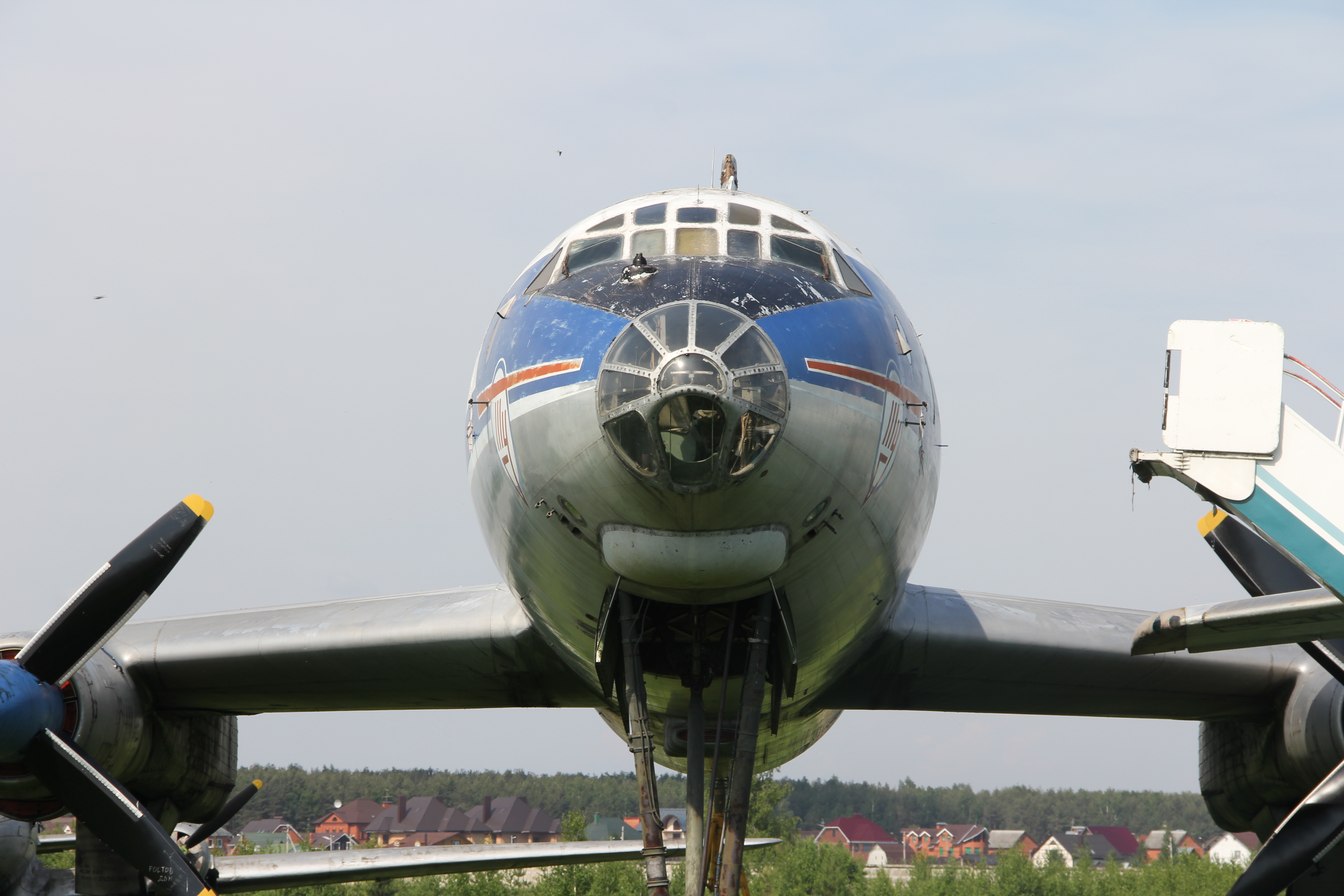
Frontansicht Tu-114

Aus der als Mitteldecker ausgelegten Zelle der Tu-95 wurde ein Tiefdecker entwickelt. Wegen der großen Propeller mit einem Durchmesser von 5,60 Metern musste das Fahrwerk ungewöhnlich hoch konstruiert werden, was spezielle hohe Gangways notwendig machte. Das Gestell des Bugfahrwerks maß über drei Meter. Die Tragflächen wurden leicht modifiziert, um eine größere Last tragen zu können. Wie bei vielen sowjetischen Flugzeugen dieser Zeit üblich, befand sich der Arbeitsplatz des Navigators in der verglasten Flugzeugnase.
Das zu bauende Flugzeug musste für die transatlantischen Flüge sicher sein, auch wegen der Flüge über die wenig erschlossenen Weiten Sibiriens, wo es im Falle eines Motorschadens kaum Ausweichflughäfen gab.
Nach dem Erfolg der Tupolew Tu-104 beschloss Tupolew, die Bezeichnungen aller seiner zivilen Flugzeuge mit der „4“ enden zu lassen (Tu-104, 114, 124, 134, 144, 154, 204 … 444).

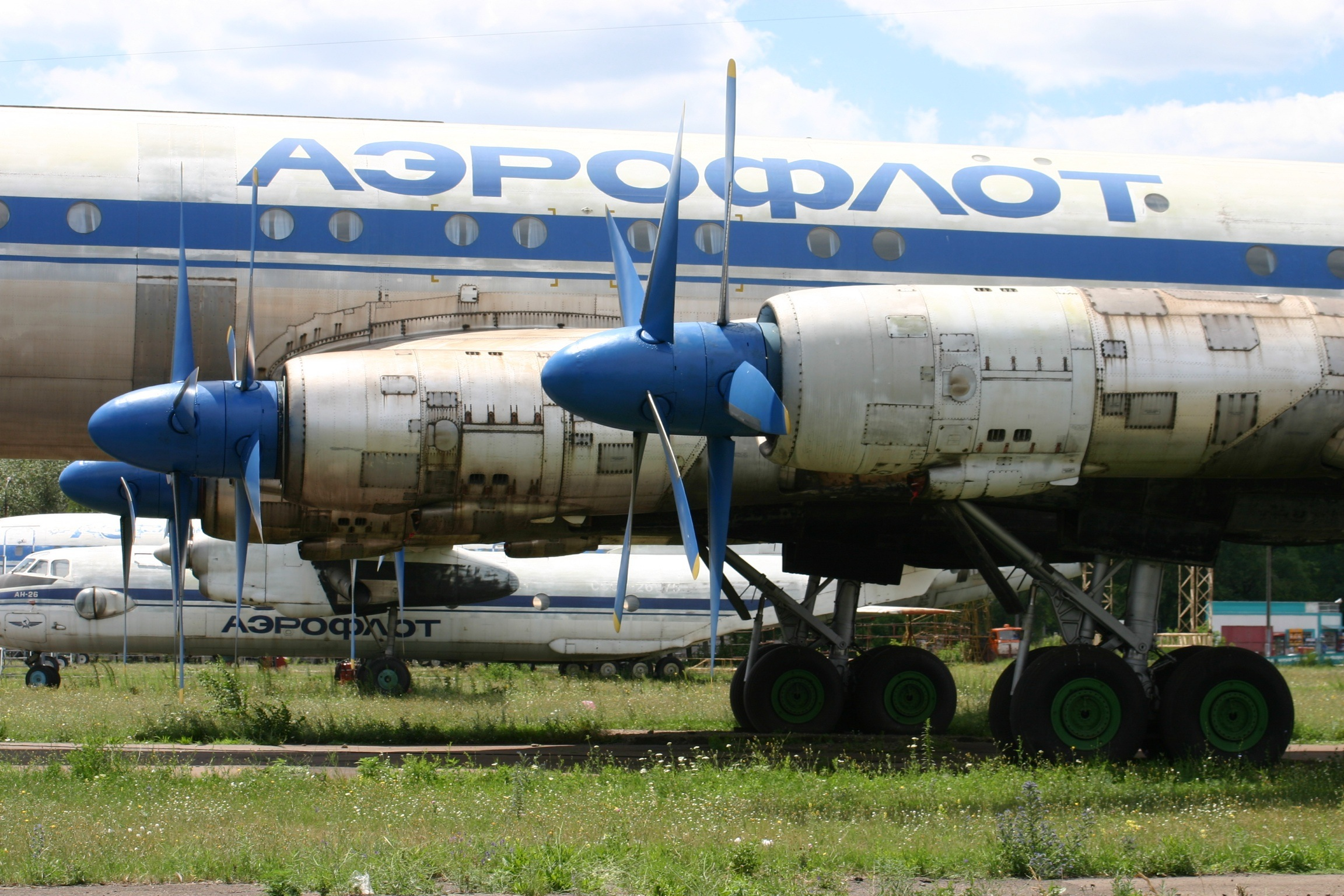
Turboproptriebwerke Kusnezow NK-12 mit gegenläufigen Propellerpaaren

Vier je 14.795 PS starke Kusnezow NK-12-Turboproptriebwerke trieben vier koaxial gegenläufige Propellerpaare vom Typ AB-60 an. Die Triebwerke, die auch schon bei der Tu-95 verwendet wurden, sind die leistungsstärksten in Serie gefertigten Turboproptriebwerke. Die Propeller wurden am Zentralen Aerohydrodynamischen Institut entwickelt. Durch die Propeller lag der Lautstärkepegel in der Kabine bei bis zu 112 dB. Sie wiesen jedoch auch bei hohen Geschwindigkeiten über 800 km/h eine hohe Effizienz auf. Sie waren mit Schubumkehr und einem Segelstellungsmechanismus ausgestattet, mit dem es anfangs Probleme gab. Die hohe Fluggeschwindigkeit (über 850 km/h) war für ein Turbopropflugzeug ungewöhnlich. Deshalb wurde die Tu-114 in den ersten Jahren bei Transatlantikflügen oft von Maschinen der U.S. Air Force begleitet, um die Fluggeschwindigkeit zu ermitteln.

## Geschichte

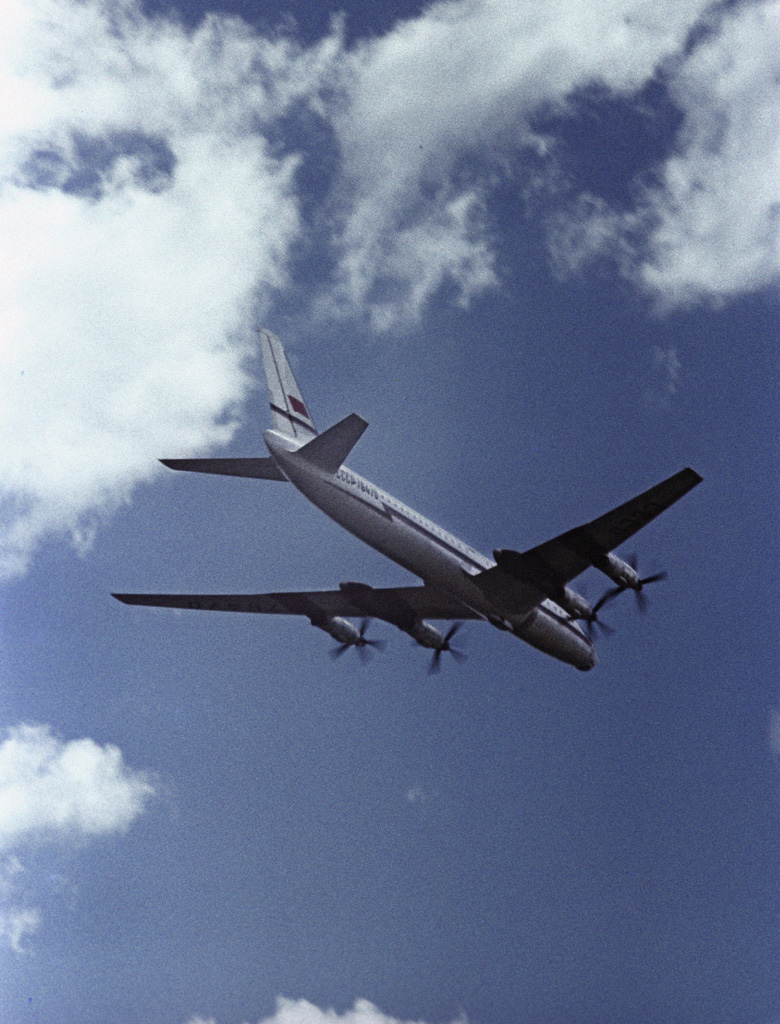
Eine Tu-114 bei der traditionellen Flugschau von Tuschino am 9. Juli 1961

Die Zivilversion Tu-114 wurde per Dekret des Ministerrates ab dem 12. August 1955 unter der Werksbezeichnung Tu-95P (für Passagierflugzeug) entwickelt und sollte 120 Passagiere mit einer Geschwindigkeit von 750 km/h über 8000 km transportieren können. Der Unterschied zur Tu-95 bestand aus der klimatisierten Druckkabine mit 4,2 m Durchmesser und Änderungen an Flügel, Leit- und Fahrwerk sowie der Bordausrüstung. Als offizielle Bezeichnung war dabei Tu-116 aufgeführt, was aber kurze Zeit später in Tu-114 geändert wurde. Die Tu-116 war dabei als Notlösung einer mit einer Passagierkabine für 24 Personen ausgerüsteten Tu-95 gedacht, falls die Entwicklung der Tu-114 scheitern sollte. Es wurden deshalb nur zwei Stück gebaut. Es werden jedoch von einigen Quellen auch die Tu-114D als Tu-116 bezeichnet. Das Flugzeug (СССР-D5600) absolvierte seinen Erstflug am 15. November 1957 (Flugplatz Schukowski) mit einer Besatzung unter Leitung des Testpiloten A. Jakimow an Bord und war zu der Zeit das größte Passagierflugzeug der Welt. 1958 wurden drei Maschinen ausgeliefert. Während der Erprobung wurde, von Moskau ausgehend, von der Besatzung W. K. Bobrikow mit einer Tu-114D vom 28. bis zum 30. Juni 1958 ein Langstreckenflug über 34.400 km mit den Zwischenstationen Wladiwostok, Taschkent und Minsk absolviert. Gleichzeitig führte eine weitere Tu-114D mit der Besatzung Charitonow am 29. Juni einen Nonstopflug über 9.600 km auf der Strecke Moskau–Baikalsee–Moskau durch. Auf der Expo 58 erhielt der Chefkonstrukteur Andrei Tupolew für die Entwicklung der Tu-114 den Grand Prix der Brüsseler Weltausstellung. Am 16. Mai 1959 wurde der erste Langstreckenflug von Moskau nach Chabarowsk absolviert. Am 28. Juni 1959 flog eine Tu-114 nonstop von Moskau nach New York in 11 Stunden 6 Minuten.
Die Tu-114 wurde entwickelt, um den Bedarf für den anwachsenden Langstreckenverkehr innerhalb der Sowjetunion zu decken, beispielsweise, um die Flugstrecke von Moskau nach Chabarowsk nonstop zu fliegen, sowie für transatlantische Flüge. Während der Tauwetter-Periode unter Chruschtschow stieg die Zahl der westlichen Touristen, die die Sowjetunion besuchten, stark an, und Auslandsreisen von Sowjetbürgern nahmen zu. Für Inlandsflüge stand zu dieser Zeit die Iljuschin Il-14 zur Verfügung, die die Strecke Moskau–Chabarowsk mit vier Zwischenlandungen (Swerdlowsk, Nowosibirsk, Irkutsk und Tschita; Alternativstrecke: Perm, Tjumen, Krasnojarsk und Tschita) in 27 Stunden bewältigte. Transatlantische Passagierflüge vor der Tu-114 waren mit der Iljuschin Il-18 oder der Tupolew Tu-104 nicht möglich. Sie hatten mit einer Passagierkapazität von 80 Sitzen auch wesentlich weniger Plätze.

### Produktion
In der Kuibyschewer Flugzeugfabrik Nr. 18 wurden insgesamt 31 Flugzeuge produziert:
| Jahr | 1958 | 1959 | 1960 | 1961 | 1962 | 1963 | 1964 |
| ---- | ---- | ---- | ---- | ---- | ---- | ---- | ---- |
|      | 3    | 5    | 3    | 6    | 6    | 4    | 4    |

Für die Flugerprobung wurden noch drei Prototypen und für statische Bodentests zwei weitere Flugzeuge gebaut.

### Rekorde
Am 24. März 1960 wurde mit der Tu-114 ein erster Geschwindigkeitsweltrekord aufgestellt. Die Testpiloten Iwan Suchomlin und Boris Timotschuk erzielten mit der zweiten Vorserienmaschine (Werknummer 88402) mit 30 Tonnen Nutzlast auf einer Rundstrecke von 1000 km eine Durchschnittsgeschwindigkeit von 871,38 km/h. Am 9. April 1960 erflog dasselbe Flugzeug mit derselben Besatzung einen weiteren Rekord: mit 25 Tonnen Nutzlast über eine Strecke von 5000 Kilometern mit einer Durchschnittsgeschwindigkeit von 877,212 km/h. Diese beiden Rekorde stellen bis heute offizielle FAI-Geschwindigkeitsrekorde für propellergetriebene Flugzeuge dar. Im Vergleich dazu liegt die Geschwindigkeit einer Boeing 777 (Erstflug: 1994) mit 896 km/h (auf 10.670 Meter) nur wenig höher.

### Einsatz im Linienverkehr
Der erste reguläre Passagierflug nach Abschluss der Erprobungsphase fand am 24. April 1961 auf der Route Moskau–Chabarowsk statt. In den folgenden 15 Jahren war diese Strecke das Haupteinsatzgebiet der Tu-114. Bis Juli 1961 gab es zwei Flüge je Woche, bis 1966 drei Flüge je Woche, bis 1969 zwei Flüge täglich und ab 1969 fünf Flüge täglich auf dieser Route. Ab April 1961 flog die Tu-114 auf Strecken von Moskau nach Wladiwostok, Tokio, Havanna, Montreal und Paris. Zu den weiteren Zielen zählten Neu-Delhi und ab Anfang 1966 Brazzaville im Kongo. Bis Mitte der 1960er Jahre gab es in jedem Flugzeug einen Koch. Am 15. September 1960 flog eine Tu-114 Nikita Chruschtschow in die USA, wo er seine berühmte Rede mit dem Schuh vor der UNO-Vollversammlung hielt.
Der Treibstoffverbrauch der Il-62 war etwa 50 Prozent höher als der der Tu-114: Die Il-62 hatte einen Treibstoffverbrauch von etwa 7 Tonnen pro Stunde, während die Tu-114 nur 4,5 Tonnen in der Stunde verbrauchte, in der ersten Stunde nach dem Start 5,6 Tonnen pro Stunde.
Allerdings war die Tu-114 für den Einsatz auf den meisten Flughäfen ihrer Zeit zu groß. Für die Tu-114 wurden spezielle übergroße Gangways zum Ein- und Aussteigen benötigt. Das begrenzte auch den innersowjetischen Betrieb auf die Strecken:
- Flughafen Moskau-Domodedowo–Taschkent,
- Domodedowo–Alma-Ata,
- Domodedowo–Anadyr,
- Domodedowo–Nowosibirsk
- Domodedowo–Juschno-Sachalinsk (1974)
- Domodedowo–Petropawlowsk-Kamtschatski (ab 1974)
- Domodedowo–Wladiwostok (ab 1974)

#### Flüge nach Havanna
Im Februar 1962 verhängte die Regierung der USA ein totales Handelsembargo gegen Kuba. Im Mai 1962 begann die UdSSR unter dem Decknamen Operation Anadyr, auf Kuba mit Atomsprengköpfen bestückbare SS-4-Mittelstreckenraketen und 40.000 Soldaten der Sowjetarmee zu stationieren. Daraus entwickelte sich im Oktober 1962 die sogenannte Kubakrise. Um eine direkte Flugverbindung zum befreundeten Kuba zu haben, wurde 1962 mit Linienflügen Moskau-Havanna begonnen. Zwischenlandung war in Conakry (Guinea). Der erste Flug fand am 10. Juli 1962 statt, die Flugzeit betrug 21 Stunden 16 Minuten. Über Havanna führte die Tu-114 einen Demonstrationsflug durch. Im Rahmen des Kalten Krieges versagte Guinea auf Druck der USA bereits nach vier Flügen die Landegenehmigung – mit der Begründung, dass die Tragfähigkeit der Landebahn auf 150 Tonnen beschränkt sei. Daraufhin wurde Dakar (Senegal) für die Zwischenlandung genutzt. Aber auch hier wurde nach nur vier Flügen die Landegenehmigung verweigert – mit der Begründung, die Sowjets transportierten Waffen. Als Nächstes wurde Algier für die Zwischenlandung genutzt. Nach drei Flügen entfiel auch diese letzte Zwischenlandemöglichkeit in Afrika. Letztlich wurde auf Nonstopflüge über den Atlantik ausgewichen, wobei eine Zwischenlandung in Murmansk erfolgte, das relativ nahe bei Moskau liegt. Die Flugroute folgte der Küste von Finnland, Norwegen und Großbritannien, vorbei an Reykjavík, Südgrönland und Gander, New York und Varadero. Zur Einsparung von Treibstoff stieg das Flugzeug im Laufe des Fluges auf größere Höhen (step climb). Bei starkem Gegenwind reichte der Treibstoff jedoch nicht und die Tu-114 musste einige Male wegen Treibstoffmangels auf dem US-Luftwaffenstützpunkt in Nassau (Bahamas) zum Nachtanken landen. Trotz des Kalten Krieges gab es dabei keinerlei Probleme. Die Flugstrecke Murmansk–Havanna betrug 10.900 Kilometer, der erste Flug fand am 7. Januar 1963 statt (Flugzeit 13 Stunden 55 Minuten). Es gab wöchentlich einen Flug. Der Rückflug war wegen der günstigen Westwinde wesentlich unproblematischer. Teilweise wurde dabei eine Geschwindigkeit über Grund von 1100 km/h (593 Knoten) erreicht. Oft konnte deshalb auch ohne Zwischenlandung in Murmansk direkt von Havanna nach Moskau geflogen werden. Die Flüge wurden bis mindestens 1968 von der Tu-114 durchgeführt.
Für die Direktflüge nach Havanna wurde im Juni 1962 eine Modifikation mit einer Erhöhung der Treibstoffkapazität um 15 Tonnen durch zusätzliche Tanks und einer Begrenzung der Passagierzahl auf 60 Personen durchgeführt. Die Version erhielt die Bezeichnung Tu-114D, das „D“ steht für dalny (deutsch: Langstrecke) oder Diplomat.

#### JAL Service
Für die Strecke Moskau – Tokio hat Japan Air Lines mit Aeroflot eine Vereinbarung über den Einsatz der Tu-114 getroffen. Die Flugbesatzung bestand aus einem JAL-Mitglied und die Kabinenbesatzung bestand aus je fünf von Aeroflot und JAL. Die Bestuhlung wurde auf eine Zwei-Klassen-Anordnung mit 105 Sitzplätzen geändert, und die Flugzeuglackierung enthielt ein kleines JAL-Logo und einen Schriftzug auf dem vorderen Rumpf. Der Erstflug fand am 17. April 1967 statt. 1969 endeten die Flüge Moskau–Tokio Tu-114 und die vier beteiligten Flugzeuge wurden wieder auf die 200-sitzige Inlandskonfiguration umgerüstet.

### Außerdienststellung
Von den 31 produzierten Serienexemplaren wurden Anfang der 1970er Jahre 12 zur AWACS-Plattform Tupolew Tu-126 umgerüstet und die restlichen von 1967 bis 1975 gegen den Nachfolger, die Iljuschin Il-62, ausgetauscht und stillgelegt.
Im Jahr 1976 wurde beschlossen, die Tu-114 außer Dienst zu stellen, nachdem Schäden an den Triebwerksaufhängungen mehrerer Maschinen festgestellt worden waren. Der letzte Linienflug fand am 2. Dezember 1976 auf der Strecke Moskau–Chabarowsk–Moskau statt. Für Passagiertransporte im militärischen Dienst wurde die Tu-114 bis Mai 1983 benutzt, als der letzte Flug einer Tu-114 stattfand (Überführung der СССР-76490 nach Uljanowsk).

## Zwischenfälle
Vom Erstflug 1957 bis zum Betriebsende 1983 kam es mit Tu-114 zu zwei Totalschäden von Flugzeugen. Bei einem davon kamen 21 Menschen ums Leben. Vollständige Liste:
- Am 7. August 1962 wurde eine Tupolew Tu-114D der sowjetischen Aeroflot (Luftfahrzeugkennzeichen CCCP-76479) auf dem Flughafen Moskau-Wnukowo (Sowjetunion) bei Wartungsarbeiten irreparabel beschädigt, als das Bugfahrwerk plötzlich eingefahren wurde. Ein junger Ingenieur arbeitete an der Elektronik des Flugzeugs und schaffte es irgendwie, den Schutzmechanismus zu umgehen, der das Einfahren des Fahrwerks am Boden verhinderte. Über Personenschäden ist nichts bekannt, es gab jedoch keine Todesfälle.[15]

- Am 17. Februar 1966 kam es bei der Aeroflot zum einzigen tödlichen Flugunfall mit einer Tupolew Tu-114D (CCCP-76491). Die Maschine sollte zum Flughafen Conakry (Guinea) fliegen. Die Start- und Landebahn auf dem Flughafen Moskau-Scheremetjewo (Sowjetunion) war geräumt, aber nicht auf der gesamten Breite. Der Schnee an den Rändern der Startbahn schränkte die Sichtbarkeit der Befeuerung ein. Beim Start prallte die Tu-114 mit dem linken Hauptfahrwerk gegen eine Schneewehe. Der Kapitän lenkte das Flugzeug nach rechts, wodurch der Propeller Nr. 3 (rechts innen) auf die Landebahn aufschlug. Das Flugzeug stürzte neben die Startbahn und fing Feuer. Von den 66 Insassen kamen 21 ums Leben.[16]

## Technische Daten

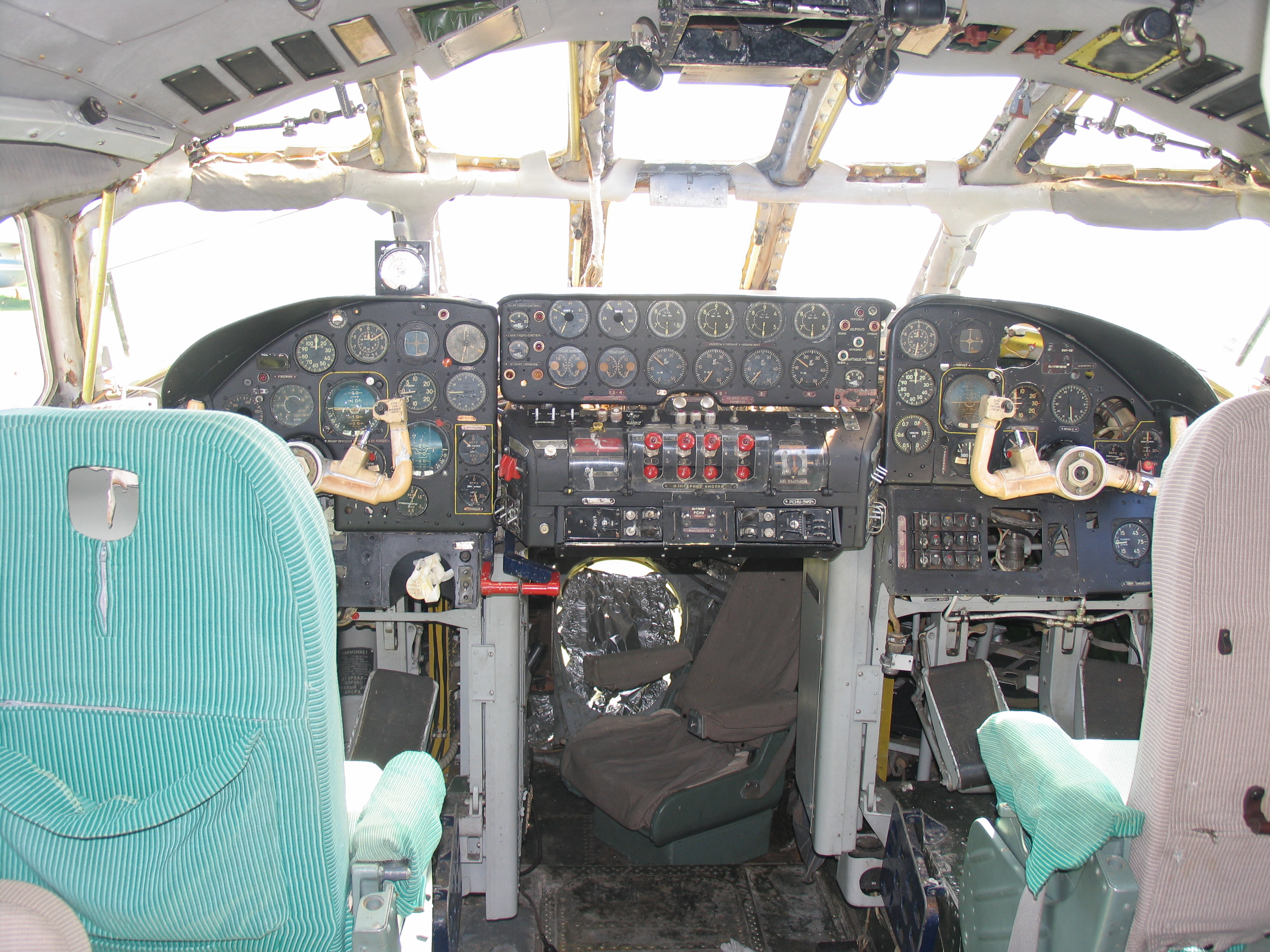
Tu-114-Cockpit. Mittig hinter den Paneelen der Arbeitsplatz des Navigators im Bug

| Kenngröße                | Daten                                                              |
| ------------------------ | ------------------------------------------------------------------ |
| Besatzung                | 5 (Kapitän, Copilot, Navigator, Funker und Flugingenieur)          |
| Passagiere               | je nach Ausführung 120 / 170 / 220                                 |
| Länge                    | 54,10 m                                                            |
| Spannweite               | 51,10 m                                                            |
| Höhe                     | 15,50 m                                                            |
| Flügelfläche             | 311,10 m²                                                          |
| Flügelstreckung          | 8,39                                                               |
| Flügelpfeilung           | 35°                                                                |
| Kabine                   | Länge: 40,30 m Breite: 3,92 m Volumen: 332,20 m³                   |
| Frachtraumvolumen        | 70,00 m³                                                           |
| Leermasse                | 91.000 kg                                                          |
| Zuladung                 | 73.000 kg                                                          |
| Nutzlast                 | normal 15.000 kg maximal 30.000 kg                                 |
| Startmasse               | normal 164.000 kg maximal 171.000 kg (Tu-114D: 182.000 kg)         |
| Flächenbelastung         | 527,14 kg/m²                                                       |
| Leistungsbelastung       | 2,73 kg/PS                                                         |
| Antrieb                  | vier Turboprops Kusnezow NK-12MW                                   |
| Leistung                 | je 11.186 kW (15.209 PS)                                           |
| Tankvolumen              | 99.600 l                                                           |
| Luftschraubendurchmesser | 5,60 m                                                             |
| Höchstgeschwindigkeit    | 870 km/h in 8.000 m Höhe                                           |
| Reisegeschwindigkeit     | maximal 770 km/h wirtschaftlich 740 km/h                           |
| Landegeschwindigkeit     | 205 km/h                                                           |
| Dienstgipfelhöhe         | 12.000 m                                                           |
| Reichweite               | 9.950 km mit maximalem Tankvolumen 6.200 km mit maximaler Nutzlast |
| Start-/Landestrecke      | 2.850 m / 2.650 m (über 15-m-Hindernis)                            |

## Erhaltene Exemplare

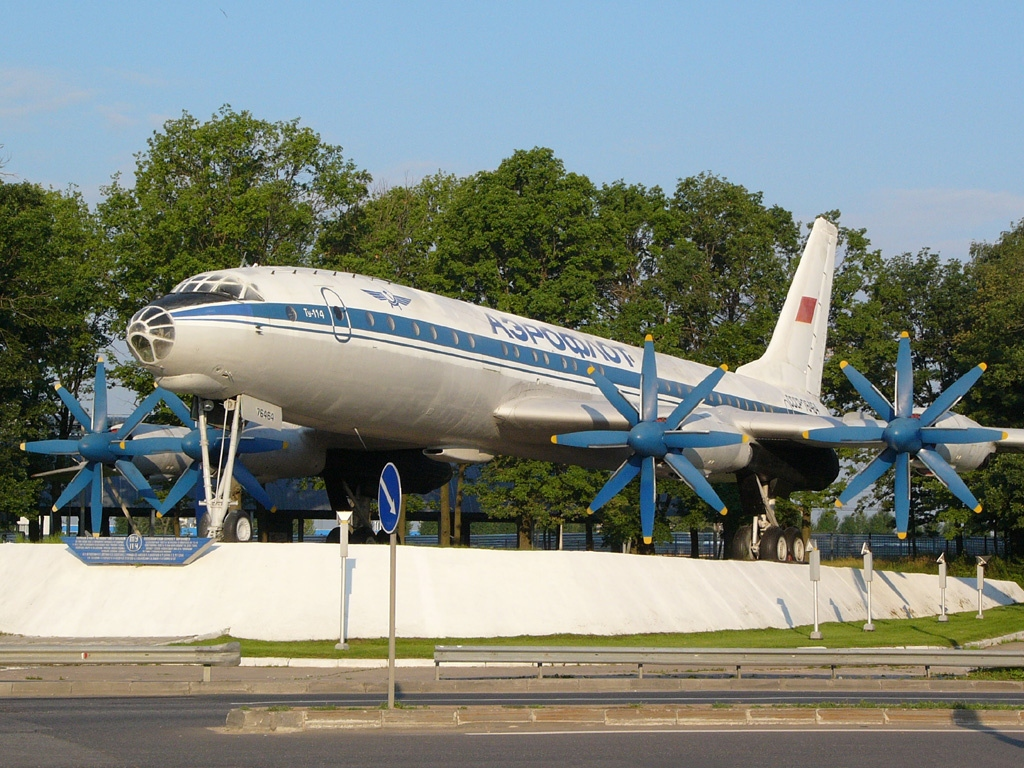
Tu-114 (СССР-76464) in Domodedowo, verschrottet 2006

Aktuell existieren noch drei Maschinen, die seit Jahrzehnten in verschiedenen Flugzeugmuseen bzw. -friedhöfen der ehemaligen Sowjetunion unter freiem Himmel stehen:
- СССР-L5611 (Prototyp, ehemalige Präsidentenmaschine Chruschtschows, in Monino, Lage)
- СССР-76485 (Krywyj Rih/Ukraine, Lage)
- СССР-76490 (Uljanowsk, Lage)

Aufgrund der langen Standzeiten und des schlechten Zustands gilt als unwahrscheinlich, dass eine der Maschinen wieder in flugfähigen Zustand versetzt werden kann. Eine seit 1978 im Eingangsbereich des Moskauer Flughafens Domodedowo ausgestellte Tu-114 (СССР-76464) wurde 2006 verschrottet, was Proteste von Flugzeugfans in aller Welt auslöste.